# Église paroissiale du Saint-Esprit de Herminamező
L'église paroissiale du Saint-Esprit de Herminamező (Herminamezői Szentlélek Plébániatemplom) est une église catholique romaine de Budapest située dans le quartier de Herminamező.